# USF Pro 2000 Championship

Logo de la compétition.

L'USF Pro 2000 Championship, anciennement connu sous le nom de Star Mazda Championship, Pro Mazda Championship et Indy Pro 2000 Championship est une formule de promotion de monoplace en Amérique du Nord. Elle est la troisième division du Road to Indy qui a pour but d'amener des jeunes pilotes en IndyCar Series, catégorie-reine de la monoplace aux États-Unis.

## Histoire
La série commence en 1991 et a depuis, toujours parcouru des ovales, des circuits routiers et des circuits urbains. Dès ses débuts, la formule avait pour but de développer les jeunes pilotes vers un avenir dans une meilleure formule. Cette série sert donc à révéler des jeunes espoirs.
En 2010, la série fut incorporée au Road to Indy, un programme de formules de promotions permettant à des jeunes pilotes d'accéder plus facilement à l'IndyCar Series, grâce à un système de bourses pour les champions des différentes catégories. En 2011, la formule devient gérée par l'Indy Racing League LLC.
En décembre 2012, Gary Rodriguez, le fondateur du championnat annonce que la série a été vendue à Andersen Promotions, appartenant à Dan Andersen (qui détient déjà le championnat US F2000, quatrième division du Road to Indy) et que le championnat sera renommé Pro Mazda Championship,,.
Andersen était déjà présent dans le championnat Star Mazda et en Indy Lights jusqu'en 2010 avec sa propre équipe, le Team Andersen.

## Châssis et spécifications techniques
Les pilotes utilisent les mêmes spécifications que les Formule Mazda, conçues par Star Race Cars. Le châssis actuel a été réalisé à partir de fibres de carbone, par Crawford Composites. La boîte de vitesses est une boîte manuelle à six rapports. Les pneumatiques sont de Cooper Tire & Rubber Company et sont identiques à ceux de l'US F2000.

## Champions

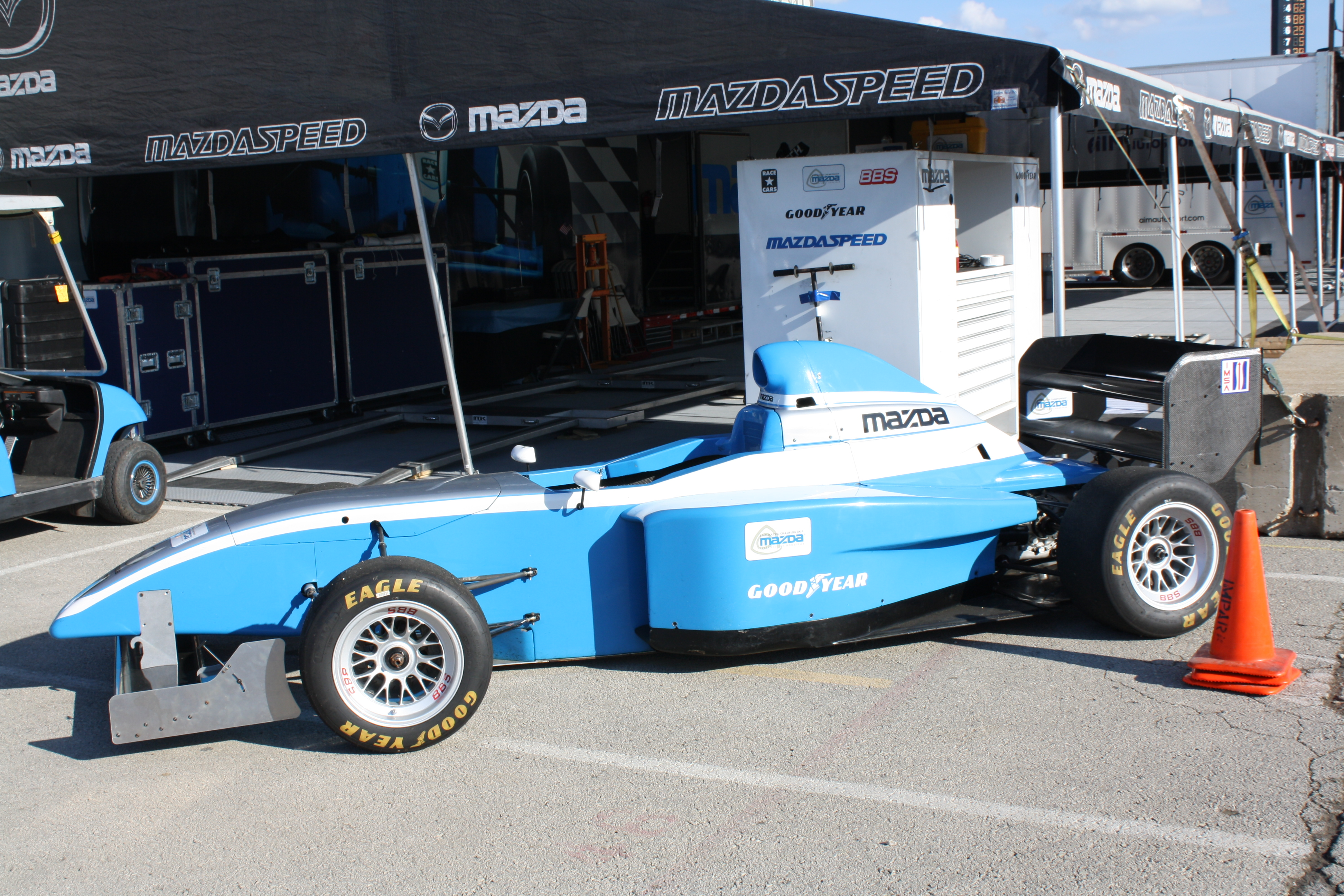
Monoplace de Star Mazda en 2009, à Milwaukee.

| Saison                     | Champion                |
| Star Mazda Championship    | Star Mazda Championship |
| -------------------------- | ----------------------- |
| 1991                       | Mark Rodriguez          |
| 1992                       | Chuck West              |
| 1993                       | Ben Massey              |
| 1994                       | Brad Loehner            |
| 1995                       | Mark Rodriguez          |
| 1996                       | Rich Stephens           |
| 1997                       | Tony Buffomonte         |
| 1998                       | Ian Lacy                |
| 1999                       | Joey Hand               |
| 2000                       | Bernardo Martinez       |
| 2001                       | Scott Bradley           |
| 2002                       | Guy Cosmo               |
| 2003                       | Luis Schiavo            |
| 2004                       | Michael McDowell        |
| 2005                       | Raphael Matos           |
| 2006                       | Adrian Carrio           |
| 2007                       | Dane Cameron            |
| 2008                       | John Edwards            |
| 2009                       | Adam Christodoulou      |
| 2010                       | Conor Daly              |
| 2011                       | Tristan Vautier         |
| 2012                       | Jack Hawksworth         |
| Pro Mazda Championship     |                         |
| 2013                       | Matthew Brabham         |
| 2014                       | Spencer Pigot           |
| 2015                       | Santiago Urrutia        |
| 2016                       | Aaron Telitz            |
| 2017                       | Victor Franzoni         |
| 2018                       | Rinus VeeKay            |
| Indy Pro 2000 Championship |                         |
| 2019                       | Kyle Kirkwood           |
| 2020                       | Sting Ray Robb          |
| 2021                       | Christian Rasmussen     |
| 2022                       | Louis Foster            |
| USF Pro 2000 Championship  |                         |
| 2023                       | Myles Rowe              |